# جون فريمان (سياسي أمريكي)
جون فريمان (بالإنجليزية: John Freeman)‏ هو سياسي أمريكي، ولد في 10 سبتمبر 1954. حزبياً، نشط في الحزب الديمقراطي. وقد انتخب عضو مجلس نواب وايومنغ (2011 – ).